# BelOrta
BelOrta is de grootste coöperatieve groente- en fruitveiling van België en tevens Europees marktleider. Bijna 40% van alle Belgische tuinbouwproducten, verhandeld via het veilingwezen, worden via BelOrta verkocht. Ruim 1350 actieve telers garanderen het hele jaar lang een aanvoer van meer dan 120 groentevariëteiten en 30 fruitvariëteiten. Op 23 december 2015 werd de grens van 400 miljoen euro omzet overschreden. In volume uitgedrukt betekent dit meer dan 600.000 ton groenten en fruit die in 2015 via BelOrta verhandeld werden.

## Geschiedenis
BelOrta werd gevormd in 2013, door de fusie tussen Mechelse Veilingen en Coöbra. In 2014 trad ook Veiling Borgloon toe. De coöperatieve vennootschap is vertegenwoordigd in de voornaamste tuinbouwregio's van het land, met de hoofdzetel in Sint-Katelijne-Waver en afdelingen in Zellik en Borgloon. Daarnaast zijn er ook operationele vestigingen in Kampenhout, Visé en Fernelmont, en een verlaadplatform in Kinrooi.

### Vennootschap Mechelse Veilingen (VMV)
VMV was een tuinbouwveiling uit Sint-Katelijne-Waver, ontstaan uit een fusie van de Centrale voor Glasgroenten (CVG) en de Mechelse Tuinbouw Veiling (MTV). De oudste van die twee Katelijnse groentenveilingen, de MTV, werd in 1950 opgericht door Edmond Op de Beeck, die directeur van de veiling bleef tot aan zijn dood in 1973. Hij werd opgevolgd door zijn zoon Frans (1934-2010). Ook zijn zoon Johann (1933-2024) bleef vele jaren als afdelingshoofd werkzaam op de MTV. De CVG werd opgericht in 1963, en vestigde zich pal naast de MTV. De twee veilingen bleven ruim dertig jaar naast elkaar bestaan, tot ze in 1994 tot een fusie overgingen. In 2009 haalde de VMV een omzet van 178 miljoen euro, en werd daarmee de grootste groentenveiling van Europa. Ze werkt onder de vorm van een coöperatieve vennootschap, waarvan de tuinbouwers de leden/aandeelhouders zijn. In 2010 waren dat er meer dan 2.500.

### Coöbra
Sinds 1 januari 2013 fusionneerde de Vennootschap Mechelse veilingen met Coöbra van Zellik - Asse. Coöbra was de grootste witloofveiling in België. De nieuwe naam werd BelOrta.

### Veiling Borgloon
Sinds 2014 trad veiling Borgloon toe, gekend als veiling voor Belgische aardbeien en kleinfruit.

### Belgische fruitveiling
In april 2023 hoopten de twee veilingen in juli te gaan fusioneren.

## Top 10 groenten en fruit
BelOrta biedt een breed gamma verse groenten, fruit en kruiden aan. 
De meest verhandelde groenten bij BelOrta zijn de volgende:
- tomaat
- witloof
- komkommer
- paprika
- sla
- asperge
- alternatieve sla
- aubergine
- kruiden
- bloemkool

De voornaamste fruitsoorten zijn:
- peer
- aardbei
- appel
- framboos
- blauwe bes
- rode bes
- kersen
- bramen
- zure kersen
- stekelbes